# Chiesa di Santa Maria della Stella (Ostuni)
La chiesa di Santa Maria della Stella è una chiesa cattolica situata nel comune di Ostuni, in Puglia, e fa parte dell'arcidiocesi di Brindisi-Ostuni.

## Storia
Inizialmente nota con il nome di Santa Maria della Porticella, la chiesa fu eretta per via della venerazione di un'immagine della Madonna posta in una nicchia di una porta secondaria della città, detta appunto "porticella". Pur non conoscendo la data esatta della sua costruzione, il suo toponimo appare in un documento del 1533 che attestava la donazione di case e di terreni concessi dalla regina Bona Sforza al monastero di San Benedetto. Nel XVI secolo l'edificio fu ampliato ulteriormente, dunque la borghesia locale si occupò della decorazione degli interni. Pietro Antonio Urselli commissionò l'altare a Santa Maria d'Andria, l'arcidiacono Nicola Antonio Anglano quello dedicato allo Spirito Santo e alla Madonna delle Grazie, mentre Donato Melleo commissionò il pittore cretese Emanuel Chirico per l'altare della Madonna di Loreto nella cappella gentilizia. Inoltre la confraternita della Stella, documentata dal 1613, contribuì ulteriormente al culto della Vergine, e nel XVIII secolo si assistette ad un rinnovamento degli interni. Nel 1831 la chiesa fu ufficialmente elevata a parrocchia, tuttavia in seguito alla diminuzione della popolazione nei dintorni, nel 1985 la parrocchia fu trasferita alla Santa Maria Madre della Chiesa. Un terremoto del 1743 danneggiò l'edificio, e nel 1835 crollò. Fu costruita quindi una nuova chiesa, utilizzando i materiali lapidei ricavati dall'abbattimento delle ormai fatiscenti chiese di Sant'Antonio abate e quella di San Giovanni detto "de lo Vento".

## Descrizione
La facciata dell'edificio è caratterizzata da uno stile semplice, dotata di un portone cinto da una doppia cornice che finisce con un timpano spezzato sul quale vi è una statua della Madonna della Stella. La pianta è ad aula unica, divisa in due campate separate da un'arcata. Il presbiterio è sormontato da una volta a crociera con gli angoli smussati, mentre la navata è sovrastata da una volta a botte lunettata. Sul lato destro figurano l'acquasantiera e il fonte battesimale in pietra di epoca settecentesca, mentre la parete sinistra è dedicata a san Francesco da Paola, con una statua ottocentesca del santo e una tela restaurata nel 1993. A destra della nicchia del santo vi è una tela raffigurante la Madonna e sant'Anna, mentre successivamente vi è un altare verticale ottocentesco in pietra dedicato alla Madonna della Stella o alla Vergine Santissima della Visitazione. Vi è inoltre un quadro del 1881 di Luigi Oronzo Pappadà, donato da Girolamo de Liguori, altro illustre personaggio vissuto ad Ostuni e nipote dell'autore,  raffigurante la Deposizione di Cristo dalla Croce.
L'altare maggiore è una sovrapposizione di due parti di diversa epoca e materiale, ovvero un altare marmoreo di epoca moderna sormontato da un'ancona in legno risalente al XVIII secolo e proveniente dalla cappella del Santissimo Sacramento della Concattedrale di Ostuni. Sul lato destro figura l'altare del Cuore di Gesù, sul quale vi è una statua dell'Immacolata, mentre sotto la mensa vi è un presepe in terracotta della seconda metà del Novecento. Nella parete successiva si trovano i simulacri in legno di santa Lucia e di sant'Antonio abate.